# Joan Martinez Alier
Joan Martínez Alier (Barcellona, 6 giugno 1939) è un economista spagnolo, sostenitore dell'economia ecologica e della decrescita sostenibile.

## Carriera accademica e ricerca
È professore di Economia e storia economica presso l'Istituto di Scienza e Tecnologia Ambientale, all'Università autonoma di Barcellona. È stato ricercatore al St. Antony's College, Oxford, e visiting professor presso Flacso, in Ecuador. Tra i membri fondatori dell'Associazione europea di economia ambientale e della Società Internazionale per l'Economia Ecologica (ISEE), della quale è stato presidente nel 2006-2007, attualmente guida la rivista Ecologia Politica, dopo essere stato frequente collaboratore di altre riviste. È stato membro del comitato scientifico dell'Agenzia Europea dell'Ambiente (EEA), nonché autore di studi agrari riguardanti l'Andalusia, Cuba e le montagne del Perù.
Grazie a lui è stata introdotta in Spagna la storia ecologica dando, inoltre, un impulso all'ecologismo politico. Si candidò senza successo per i Verdi al Congresso dei Deputati di Spagna.
Nel 2020 gli è stato attribuito il Premio Balzan per le sfide ambientali, risposte dalle scienze sociali e umane.

## Opere
In lingua italiana, ha pubblicato Economia ecologica: energia, ambiente società, Garzanti (Garzanti, 1991) e Ecologia dei poveri. La lotta per la giustizia ambientale (Jaka Book, 2009)
- La Estabilidad del latifundismo análisis de la interdependencia entre relaciones de producción y conciencia social en la agricultura latifundista de la campiña de Córdoba, 1968
- Labourers and Landowners in Southern Spain, 1971
- Cuba: economía y sociedad (con Verena Stolcke), 1972
- Los huacchilleros del Perú, 1973
- Haciendas, Plantations and Collective Farms (Cuba and Peru), 1977
- L'Ecologisme i l'economia, 1984
- Ecological economics: energy, environment and society, 1987
- La economía y la ecología (con Klaus Schlüpmann), 1991
- De la economía ecológica al ecologismo popular, 1992
- Getting down to earth: practical applications of ecological economics, 1996
- Introducció a l'economia ecològica, 1999
- Economía ecológica y política ambiental, 2000
- Naturaleza transformada. Estudios de Historia Ambiental en España (con Manuel González de Molina), 2001
- The Environmentalism of the Poor: A study of ecological conflicts and valuation, 2002
- El Ecologismo de los pobres: conflictos ambientales y lenguajes de valoración, 2005
- Rethinking Environmental History: World-Systems History and Global Environmental Change, 2007
- Recent Developments in Ecological Economics 2 voll., 2008
- El Ecologismo de los pobres: conflictos ambientales y lenguajes de valoración nueva edición aumentada y publicada en Perú por Espiritrompa Ediciones y en Barcelona por Editorial Icaria, 2010
- Ecological economics from the ground up, 2012